# الرابطة الديمقراطية للتفكير الحر
كانت الرابطة الديمقراطية للتفكير الحر حزبًا سياسيًا ليبراليًا تقدميًا في هولندا. مع تأسيسه في عام 1901، لعب الحزب دورًا كبيرًا بشكل نسبي في السياسة الهولندية، وقدم رئيس وزراء واحد، فيم شيرميرهورن. كانت الرابطة سلف حزبين سياسيين هولنديين رئيسيين، حزب الشعب للحرية والديمقراطية الليبرالي المحافظ، وحزب العمال الديمقراطي الاجتماعي. يدعي حزب الديمقراطيين 66 الليبرالي الاجتماعي أيضًا أنه ثمة ارتباط أيديولوجي بينه وبين الرابطة الديمقراطية للتفكير الحر.

## التاريخ

### قبل العام 1901
كانت الرابطة الديمقراطية للتفكير الحر اندماج جماعتين، تأسست الأولى، الرابطة الراديكالية، في عام 1892 بصفتها انشقاق أمستردام عن الاتحاد الليبرالي بعد خروجها من الاتحاد إثر خلاف حول قضية الاقتراع العام. وكانت الجماعة الثانية النادي السياسي الديمقراطي للتفكير الحر. كان هذا ناديًا لأعضاء الاتحاد الليبرالي (في عام 1901 كان عدد أعضائه يبلغ نحو 25 عضوًا من أصل 35 عضوًا في الاتحاد الليبرالي وإجمالي 100 عضو). غادرت المجموعة الثانية الاتحاد بسبب القضية ذاتها. في عام 1901، اقترح مجلس الاتحاد الليبرالي، مدعومًا من قبل النادي السياسي الديمقراطي للتفكير الحر، أن جميع مرشحيه سيقفون على منصة الاقتراع العام. رفض مؤتمر الحزب هذا المقترح. وكرد على مجلس هذا الحزب، غادر الحزب بعض أعضاء النادي السياسي الديمقراطي للتفكير الحر وبعض أعضاء المؤتمر.

### 1901-1917
اندمجت المجموعتان، الرابطة الراديكالية والنادي السياسي الديمقراطي للتفكير الحر، في عام 1901 لتشكلا الرابطة الديمقراطية لأصحاب العقول الحرة. وفازتا بتسعة مقاعد في انتخابات العام 1901. بقي الحزب صغيرًا على الدوام، إلا أنه كان صاحب تأثير نظرًا إلى موقعه الاستراتيجي وتميز أعضائه.
على الرغم من أن الرابطة الديمقراطية للتفكير الحر كانت قد انشقت عن الاتحاد الليبرالي ومن أن الانشقاق الليبرالي الآخر، رابطة الليبراليين الأحرار، كان ضد الاقتراع العام، كانت الرابطتان بحاجة لبعضهما بعضًا لتشكيل بديل ليبرالي للائتلاف الديمقراطي المسيحي. في العديد من المقاطعات لم يكن هناك سوى مرشح ليبرالي واحد نال دعم الأحزاب الليبرالية الثلاثة.
في عام 1905 فازت الرابطة الديمقراطية للتفكير الحر بمقعدين. ومنذ عام 1905 حتى عام 1908 شكل الاتحاد الليبرالي والرابطة الديمقراطية للتفكير الحر حكومة أقلية ليبرالية بقيادة دي ميستر. نالت الحكومة دعم حزب العمال الديمقراطي الاجتماعي الاشتراكي. وفي انتخابات عام 1909 استعاد الائتلاف الديمقراطي المسيحي أغلبيته. خسرت الرابطة الديمقراطية للتفكير الحر مقعدان، مما جعل عدد مقاعدها الإجمالي 9 مقاعد. وفي انتخابات العام 1913 خسر الديمقراطيون المسيحيون أغلبيتهم. خسرت الرابطة الديمقراطية للتفكير الحر 4 مقاعد نظرًا إلى أنها لم تكن الحزب الليبرالي الوحيد الذي كان يؤيد الاقتراع العام، إذ كان أيضًا ضمن برنامج الاتحاد الليبرالي ورابطة الليبراليين الأحرار. إضافة إلى ذلك، أدى حزب العمال الديمقراطي الاجتماعي الاشتراكي أداءً جيدًا بصورة استثنائية في تلك الانتخابات. حاول قائد الرابطة الديمقراطية للتفكير الحر، ديرك بوس، تشكيل حكومة مع الليبراليين والليبراليين الأحرار والاشتراكيين والديمقراطيين أصحاب التفكير الحر. رفض الاشتراكيون أن يتعاونوا بسبب عدم تحقيق أحد مطالبهم الرئيسية (نزع سلاح أحادي الجانب من قبل هولندا). شُكلت حكومة مجلس وزراء برلمانية ليبرالية بقيادة بيتر كورت فان در ليندن. وطبقت مبدئي الاقتراع العام والتمثيل النسبي.
خلال فترة هذه الحكومة أفضى صراع بين الحزب البرلماني التابع للرابطة الديمقراطية للتفكير الحر والوزير تروب إلى استقالة الأخير. غادر تروب الحزب وأسس الرابطة الاقتصادية التي ستندمج في وقت لاحق مع الاتحاد الليبرالي ليشكلا حزب الدولة الليبرالي.

### 1918-1945
في انتخابات عام 1918، ومع تطبيق الاقتراع العام والتمثيل النسبي، خسر التحالف الليبرالي نصف عدد مقاعده تقريبًا. بقيت الرابطة الديمقراطية للتفكير الحر مستقرة بشكل نسبي مع 5 مقاعد، إلا أنها أرغمت مع ذلك على اتخاذ موقف معارض للحكومة الديمقراطية المسيحية. على الرغم من ذلك، وفي عام 1919، بادر زعيم الرابطة الديمقراطية للتفكير الحر بقانون حق النساء في الاقتراع. في انتخابات العام 1922 احتفظ الحزب بمقاعده الخمسة. وأصبحت بيتسي باكر نورت أول عضوة في مجلس النواب عن الحزب. 
في عام 1925، لعب الحزب دورًا بارزًا في سقوط الحكومة التي ترأسها هندريكوس كوليجن: اقترح الحزب السياسي الإصلاحي البروتستانتي كل عام إيقاف التمثيل الهولندي في الفاتيكان. نال هذا المقترح دومًا دعم الاتحاد التاريخي المسيحي البروتستانتي الذي كان جزءًا من الحكومة البروتستانتية الكاثوليكية، على الرغم من أن له تاريخًا معاديًا للكاثوليك. بالنسبة إلى القائد الكاثوليكي نولنز، كان لهذا التمثيل البابوي أهمية قصوى. في عام 1925، كانت الرابطة الديمقراطية للتفكير الحر قد أقنعت أحزاب المعارضة الأخرى أن تلك هي فرصتهم لإسقاط الحكومة وتأسيس حكومة تقدمية. صوتت المعارضة بأكملها للحزب السياسي الإصلاحي البروتستانتي والاتحاد التاريخي المسيحي البروتستانتي، وسقطت الحكومة. في الانتخابات التالية في عام 1925 نال الحزب مقعدين. حاول زعيم الحزب، مارتشانت، تشكيل حكومة تقدمية مع حزب الدولة الكاثوليكي الروماني وحزب العمال الديمقراطي الاجتماعي الاشتراكي والرابطة الديمقراطية للتفكير الحر. إلا أنه فشل في ذلك وشُكلت حكومة ديمقراطية مسيحية جديدة.
في انتخابات العام 1929 احتفظت الرابطة الديمقراطية للتفكير الحر بمقاعدها السبعة. في عام 1933، خسر الحزب مقعدًا إلا أنه طُلب منه أن يتعاون مع حكومة يمين الوسط بقيادة كولجين، التي كانت تتألف من حزب الدولة الكاثوليكي الروماني والاتحاد التاريخي المسيحي البروتستانتي والحزب المناهض للثورة والرابطة الديمقراطية للتفكير الحر الليبرالية وحزب الدولة الليبرالي. تعاونت الرابطة الديمقراطية للتفكير الحر في تخفيض النفقات وتقوية القوات المسلحة الهولندية. تسبب ذلك بتوتر العلاقة الجيدة في السابق مع حزب العمال الديمقراطي الاجتماعي الاشتراكي. في عام 1933، تنحى زعيم الحزب، مارتشانت، الذي كان يشغل أيضًا منصب وزير التعليم، من منصبه بسبب اعتناقه الكاثوليكية. حل محله بيتر أود كزعيم سياسي للرابطة الديمقراطية للتفكير الحر إلى أن أصبح عمدة روتردام في عام 1938. في عام 1937 تمكنت الرابطة الديمقراطية للتفكير الحر من الاحتفاظ بمقاعدها السبعة. في عام 1941 حظرت القوات الألمانية المحتلة الحزب. لعبت الرابطة الديمقراطية للتفكير الحر دورًا ثانويًا في حكومات المنفى بين عامي 1940 و1945.

### حل الحزب
بعد الاحتلال الألماني كان هناك شعور سائد بضرورة تأسيس حزب سياسي جديد، حزب لم يكن جزءًا من النظام القائم. سميت الحركة دوربراك. أصبح ويليام شيمرهورن أول رئيس وزراء بعد الحرب العالمية الثانية. وترأس حكومة تتألف من تقدميي كافة الأحزاب. في عام 1946 اندمجت الرابطة الديمقراطية للتفكير الحر بحزب العمال الديمقراطي الاجتماعي والاتحاد الديمقراطي المسيحي ليشكلا حزب العمال الذي نعرفه في يومنا هذا. إلا أن هذا الحزب سرعان ما قوى صلاته مع المنظمات الاشتراكية الديمقراطية. في عام 1948 خرجت من الحزب مجموعة ساخطة على فشل دوربراك وعلى الصبغة الاشتراكية المتزايدة لحزب العمال. وكان هؤلاء جميع أعضاء الرابطة الديمقراطية للتفكير الحر السابقين بقيادة زعيم الرابطة السابق بيتر أود. واندمجوا بحزب الحرية الليبرالي المحافظ ليشكلوا حزب الشعب للحرية والديمقراطية. سرعان ما ضعف تأثير الرابطة الديمقراطية للتفكير الحر وحزب العمال مع تحول الحزب علنًا إلى الحزب الديمقراطي الاجتماعي.

### الاسم
لم يطلق الحزب على نفسه صفة ليبرالي بشكل خاص، بسبب الدلالات على الليبرالية المحافظة. وفضل كلمة فريجزينيغ التي تعني «أصحاب العقول الحرة» أو «التفكير الحر». ولهذه الكلمة معان أيضًا في الكنيسة البروتستانتية تشير إلى قطاعات من الكنيسة أكثر تسامح وليبرالية، أكثر مما تعني فكرًا حرًا علمانيًا. إضافة إلى ذلك كانت الديمقراطية مسألة أساسية ضمن الرابطة. لم يطلق الحزب على نفسه تسمية حزب نظرًا إلى أن الأحزاب كانت تعتبر في الحلقات الليبرالية انفصالية ولا تتوافق مع الخير العام.

## الأيديولوجيا والقضايا
بدأت الرابطة الديمقراطية للتفكير الحر كحزب يساري اجتماعي أو ليبرالي تقدمي، يلتزم بالاقتراع العام وبناء دولة الرفاهية. وكانت تؤيد دمقرطة النظام السياسي الهولندي. كان حق النساء في التصويت واحدًا من أهم القضايا. وكانت تؤيد نفوذ الحكومة في الاقتصاد الوطني عبر تأميم الصناعات الرئيسية. وكانت تؤمن أيضًا بأنه يجب أن تلعب الحكومة دورًا هامًا في ضمان رفاه السكان، لذلك أيدت تطبيق راتب التقاعد للمتقدمين في السن.
في الثلاثينيات من القرن العشرين، كان زعيم الحزب، بيتر أود، أكثر محافظة إلى حد ما من أسلافه، على الأقل ماليًا، إذ أيد بصفته وزير الشؤون المالية الخط المحافظ الصارم ماليًا للحكومة.
قبل الحرب العالمية الأولى كان الحزب يؤيد وجود جيش يشكل عبر التجنيد الإجباري. بعد الحرب وحتى الثلاثينيات من القرن العشرين، كان يؤيد نزع سلاح أحادي الجانب. تخلى الحزب عن هذا الموقف مع بروز التوترات الدولية بعد عام 1933.